# Luci Valeri Flac (cònsol 86 aC)
Luci Valeri Flac (en llatí Lucius Valerius Flaccus) va ser un magistrat romà del segle i aC que va ser cònsol de la República Romana l'any 86 aC. Formava part de la gens Valèria i era de la família dels Flac.
L'any 86 aC va morir Gai Mari durant el seu setè consolat i Flac va ser nomenat cònsol sufecte per Cinna, que el va enviar a Àsia per resistir a Sul·la i sotmetre a Mitridates VI Eupator. Com a legat el va acompanyar Gai Flavi Fímbria, ja que Flac no tenia experiència militar. Abans de sortir va proposar una llei que cancel·lava les tres quartes parts de tots els deutes.
Com que Flac era avariciós i cruel es va guanyar l'hostilitat de l'exèrcit i molts soldats es van passar al camp de Sul·la i la resta eren partidaris de Fímbria, el seu legat, que amb calculades indulgències, s'havia guanyat el seu favor. A Bizanci un conflicte entre Fímbria i un qüestor va ser sotmès a arbitratge de Flac i aquest va donar la raó al qüestor. Fímbria indignat, va voler tornar a Roma i Flac el va rellevar del servei.
Valeri Flac va marxar a Calcedònia i Fímbria va instigar un motí entre els soldats que havien restat a Bizanci. Flac va retornar per castigar a Fímbria però els rebels li van fer front i va haver de fugir, marxant cap a Nicomèdia, i va posar impediments i entrebancs a Fímbria que el perseguia, però aquest els va franquejar, el va matar i el seu cap va ser llençat a la mar i el cos deixat sense sepultar o potser cremat. La majoria d'autors diuen que possiblement va morir l'any 86 aC durant el seu consolat, però Vel·lei Patercul situa la seva mort a començaments del 85 aC.